# Passerina truncata
Passerina truncata är en tibastväxtart. Passerina truncata ingår i släktet Passerina och familjen tibastväxter.

## Underarter
Arten delas in i följande underarter:
- P. t. monticola
- P. t. truncata